# Catedral del Sagrado Corazón (Taskent)
La Catedral del Sagrado Corazón o más formalmente la Catedral del Sagrado Corazón de Jesús y a veces conocida también como la "Iglesia Polaca" es el nombre que recibe un edificio religioso que pertenece a la Iglesia católica y se encuentra en la calle Sadiq Asimov de la ciudad de Taskent al este del país centro asiático de Uzbekistán.
Se trata de una estructura relativamente reciente que fue construida a principios del siglo XX. Está decorada con vidrieras de colores, pequeñas torres en el techo y una puerta arqueada. Tiene una sala y una biblioteca nombradas en honor del papa Juan Pablo II.
Su construcción comenzó en 1902. Se inauguró en 1912, se cerró en 1917 debido a la revolución comunista y se reabrió en 1991 tras la disolución de la Unión Soviética.

## Galería

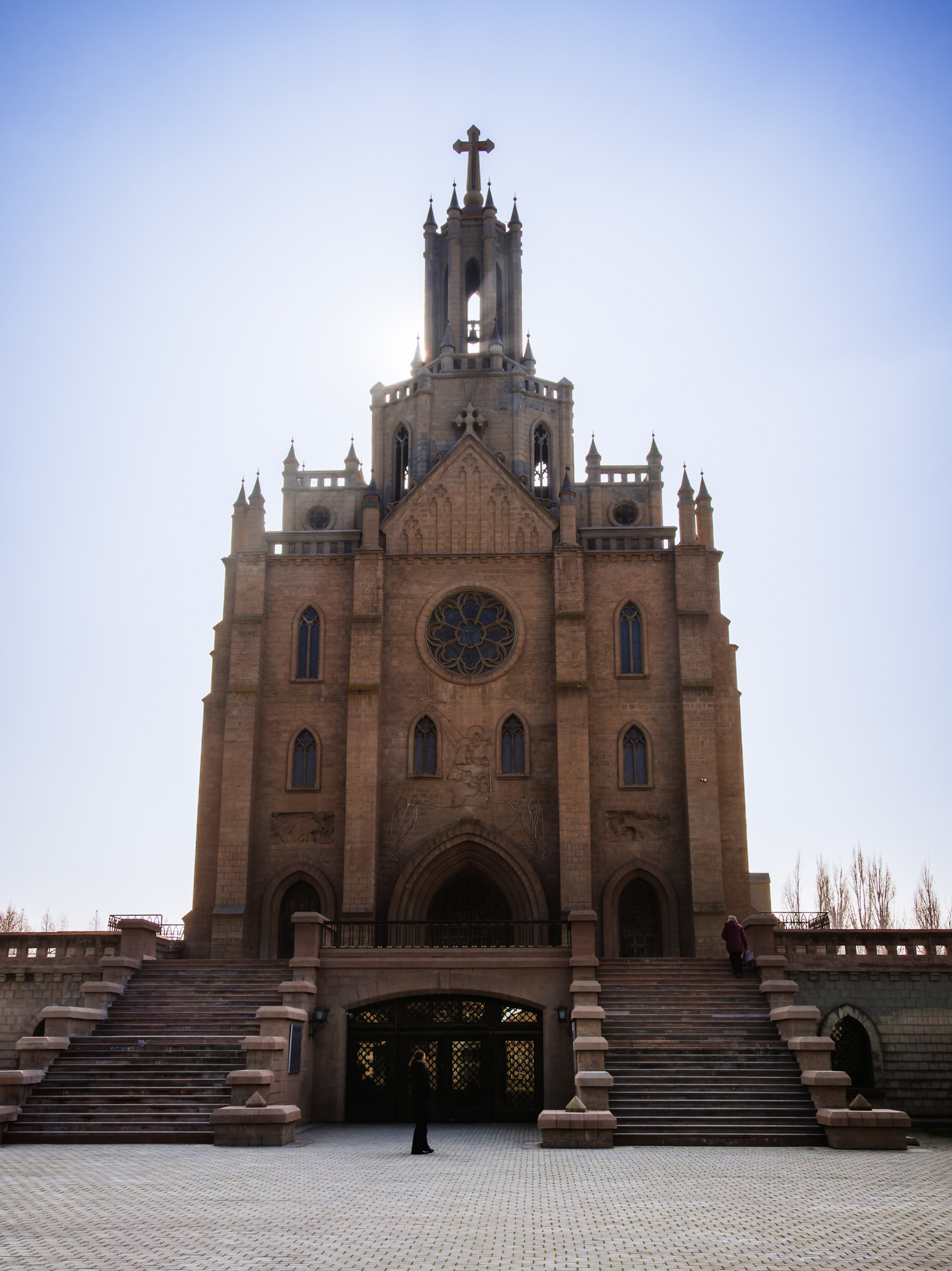
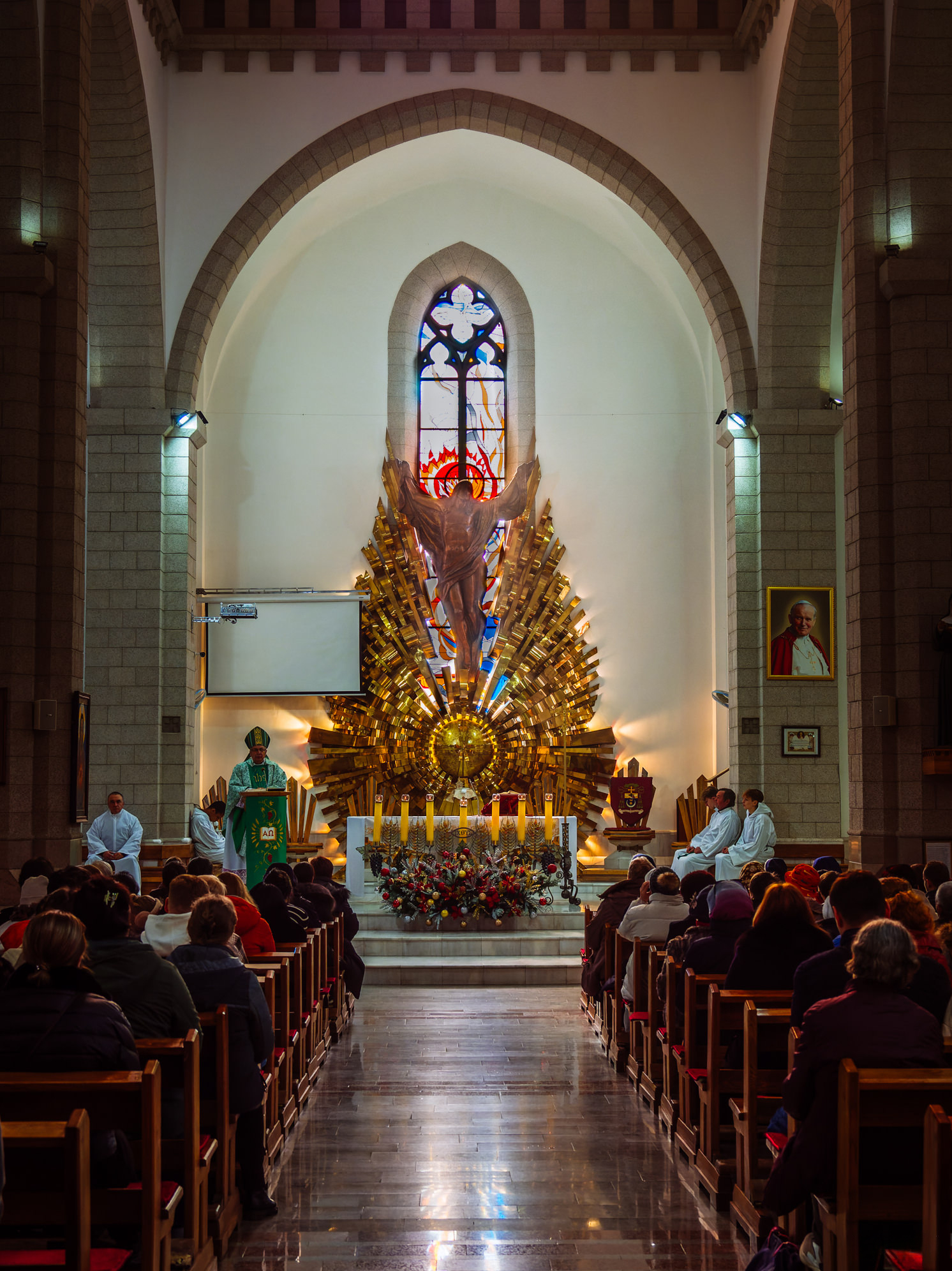
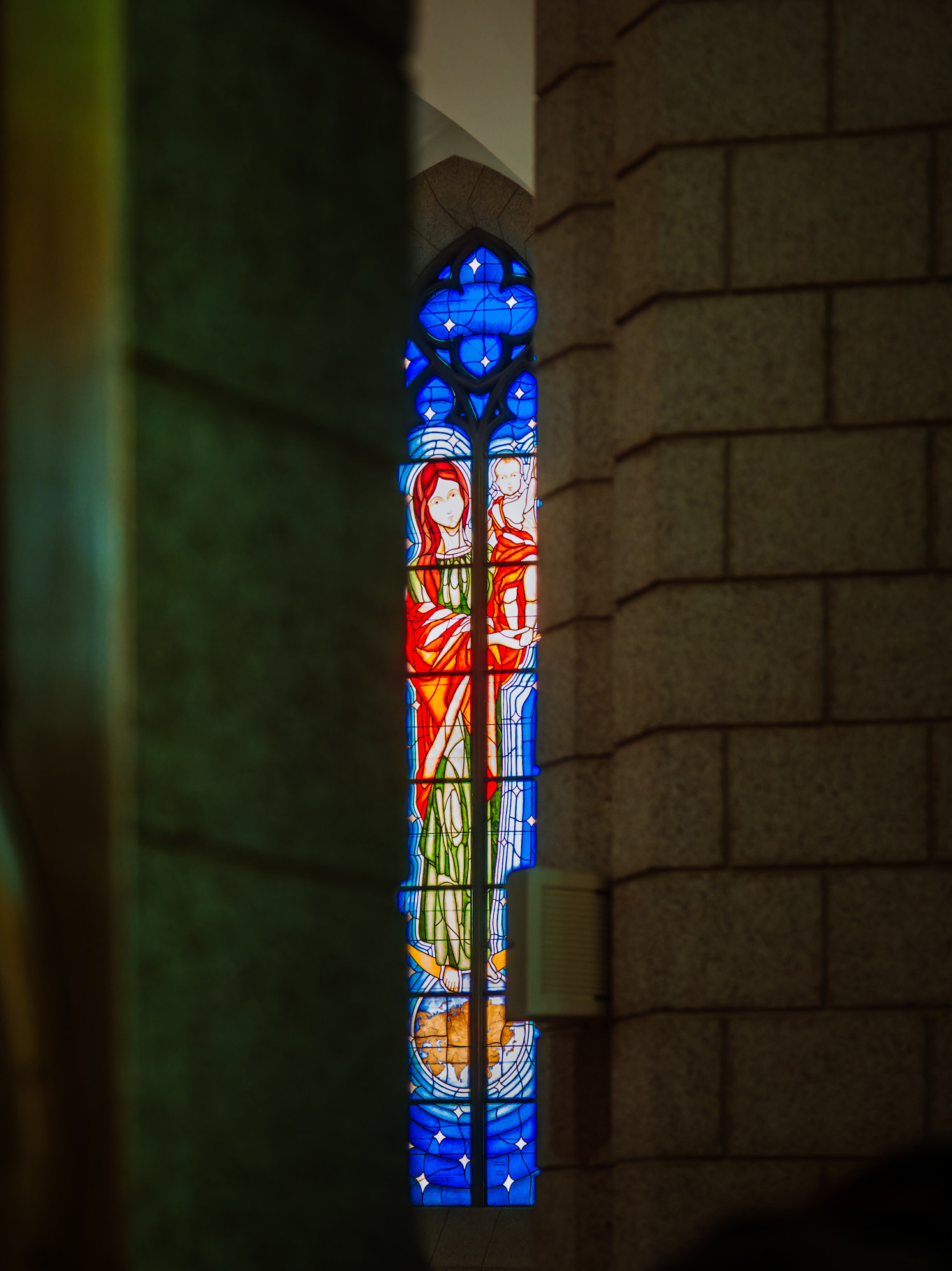
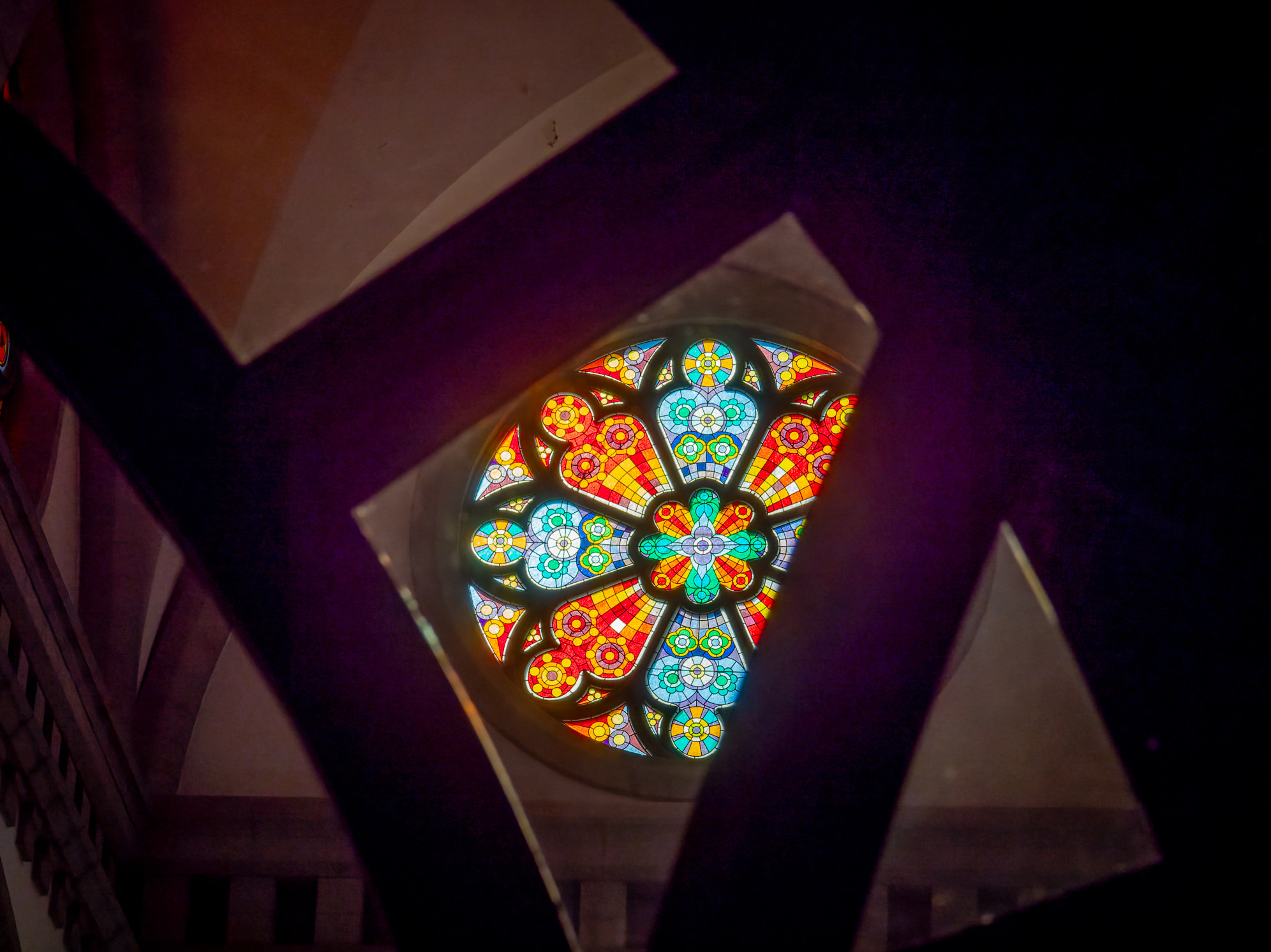
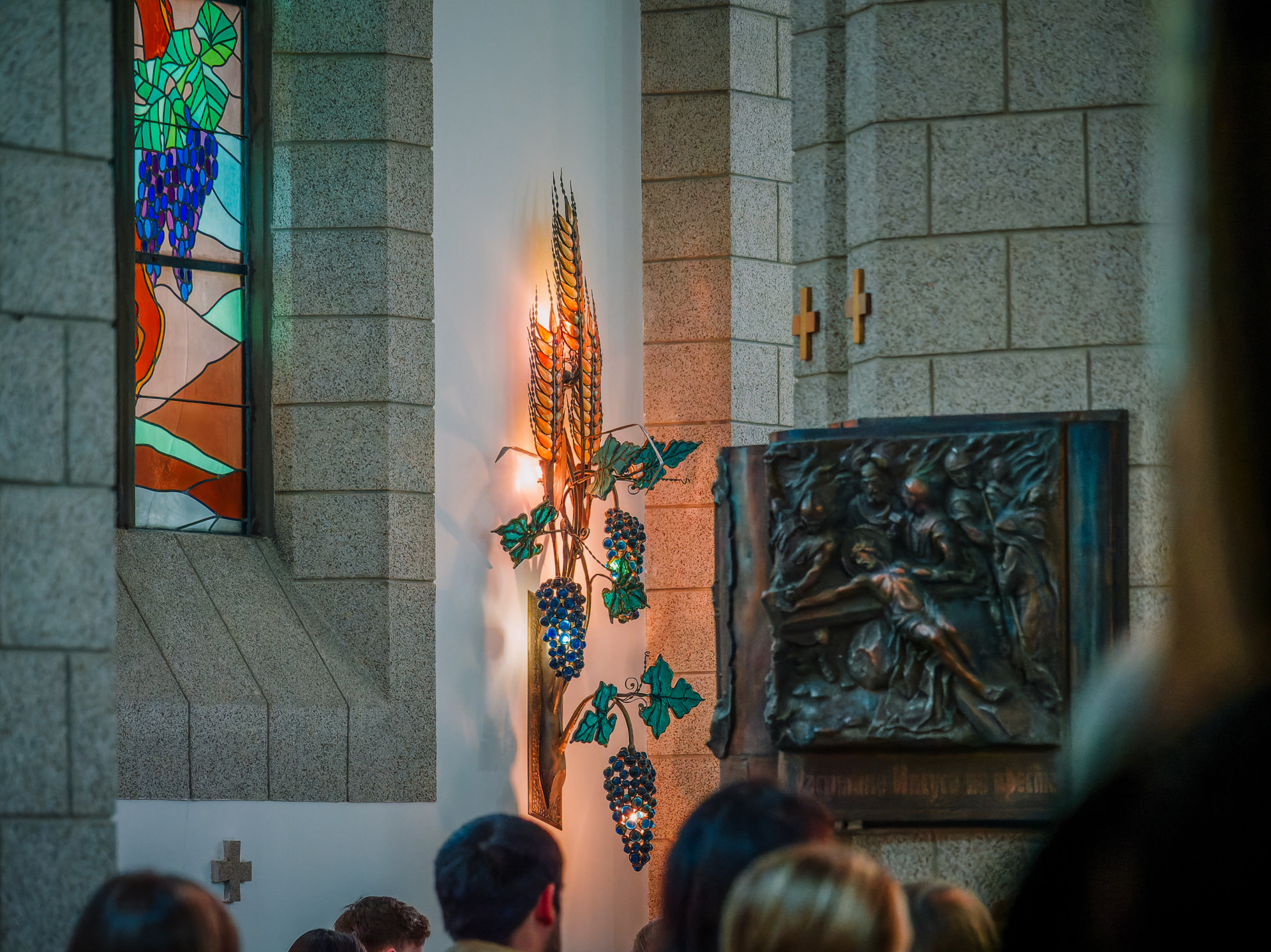
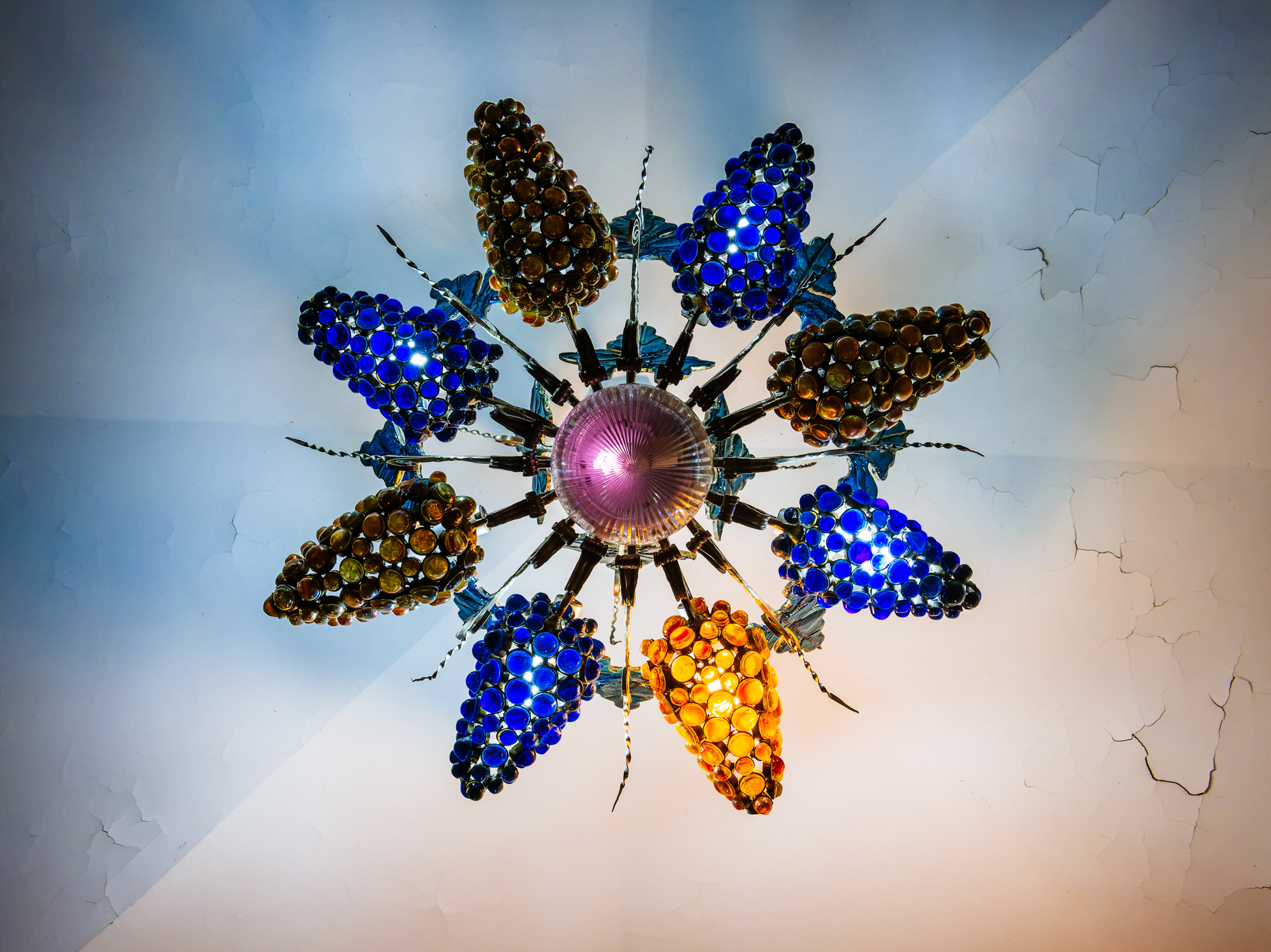
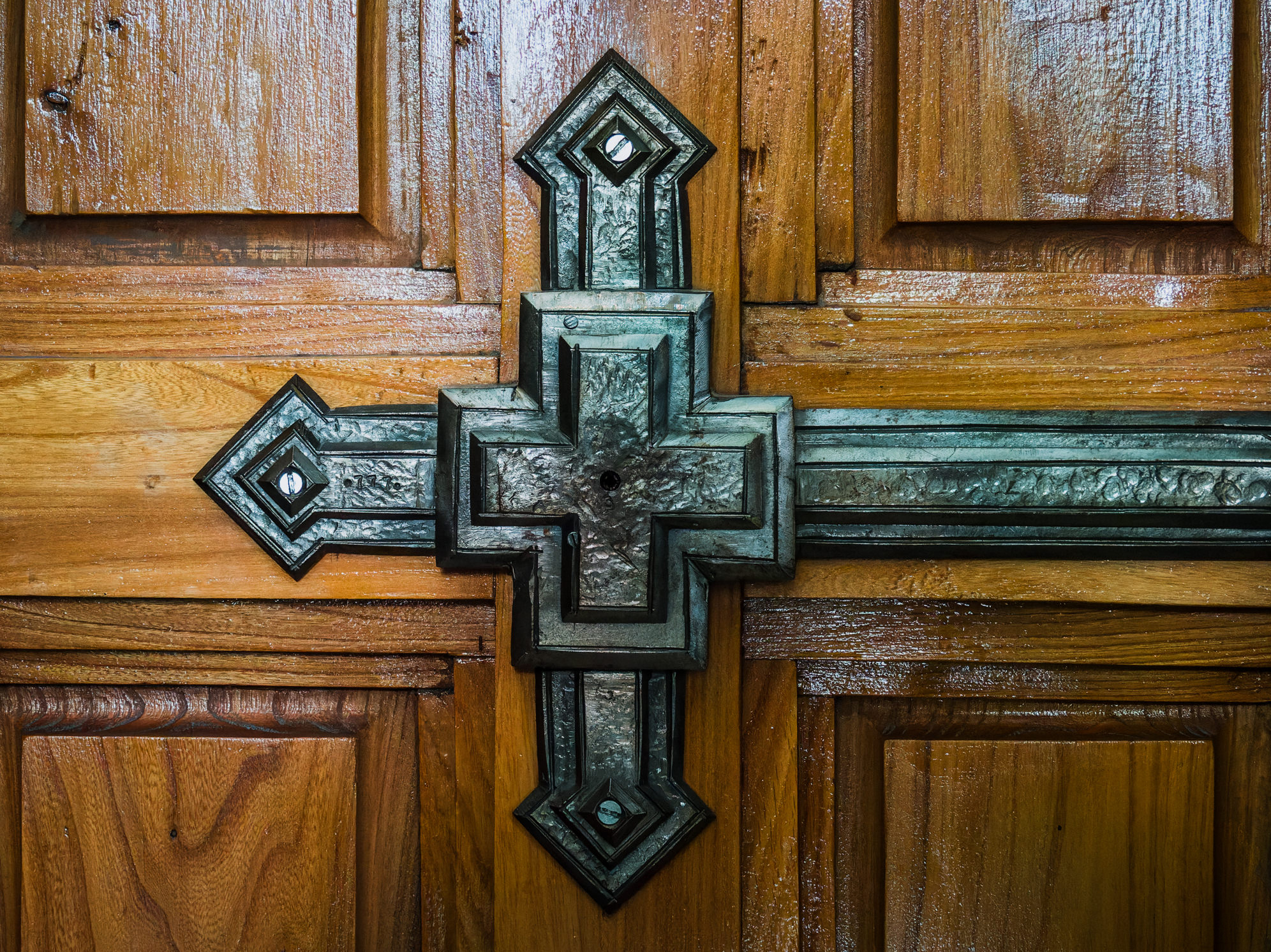
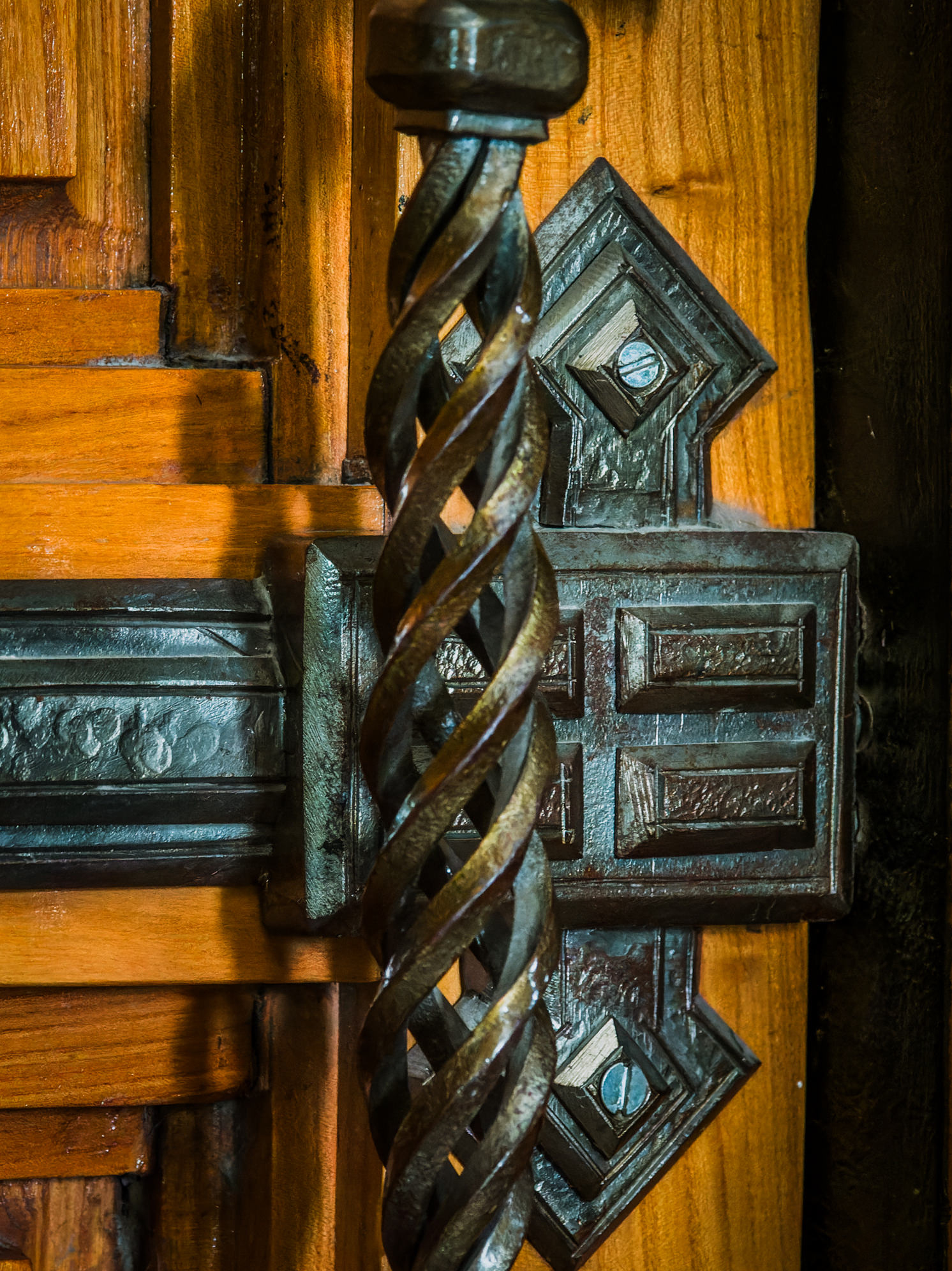
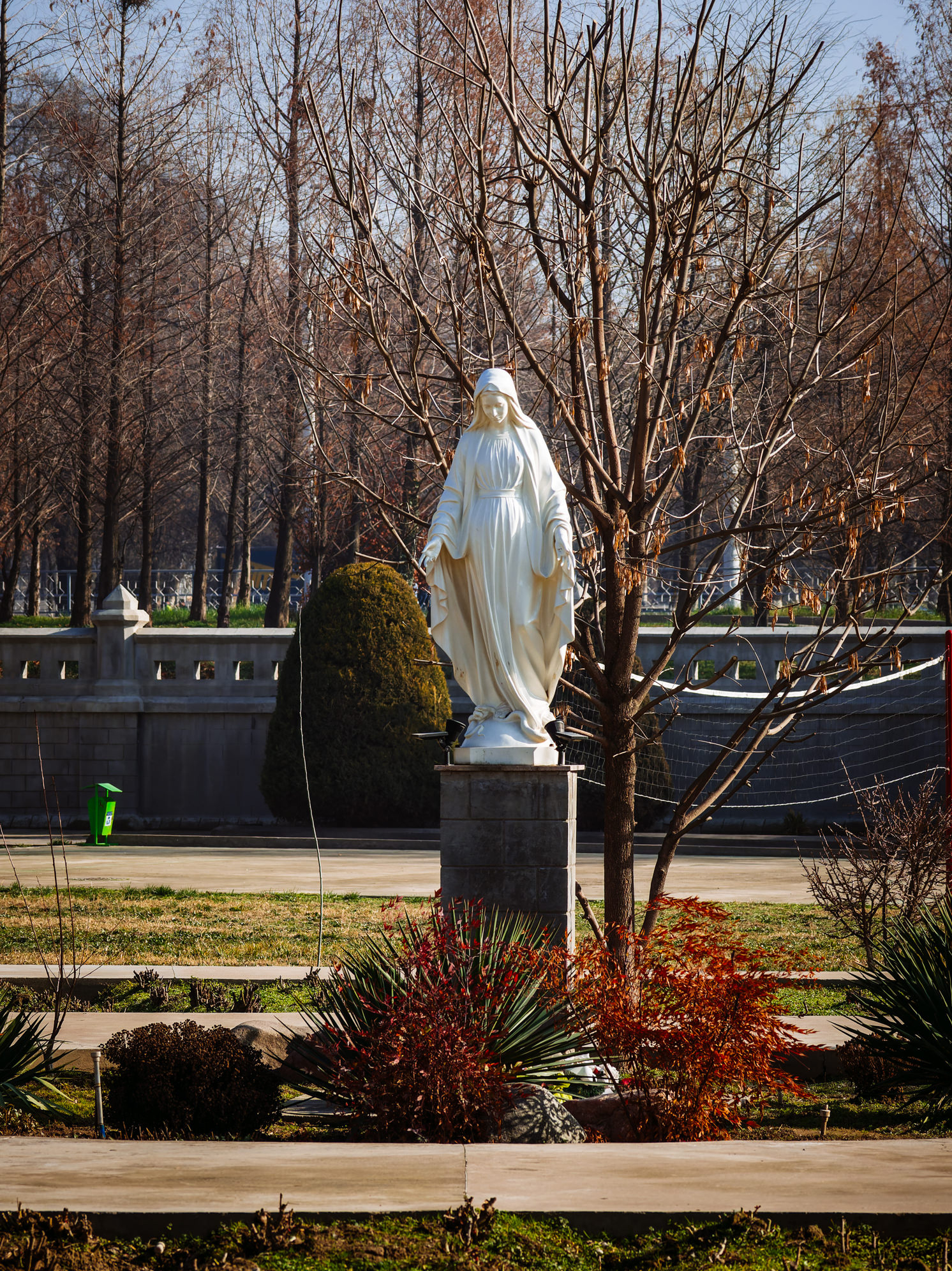
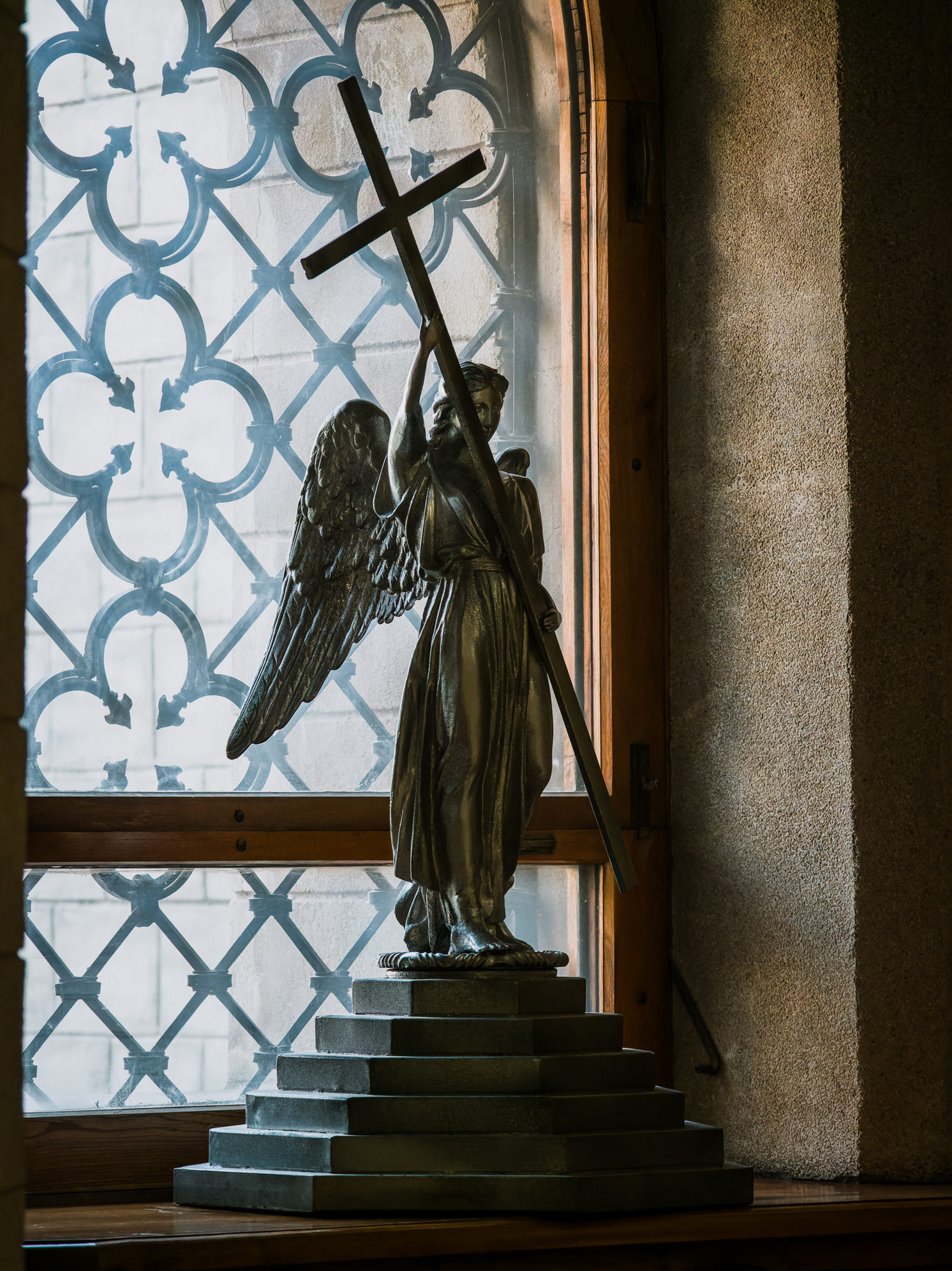
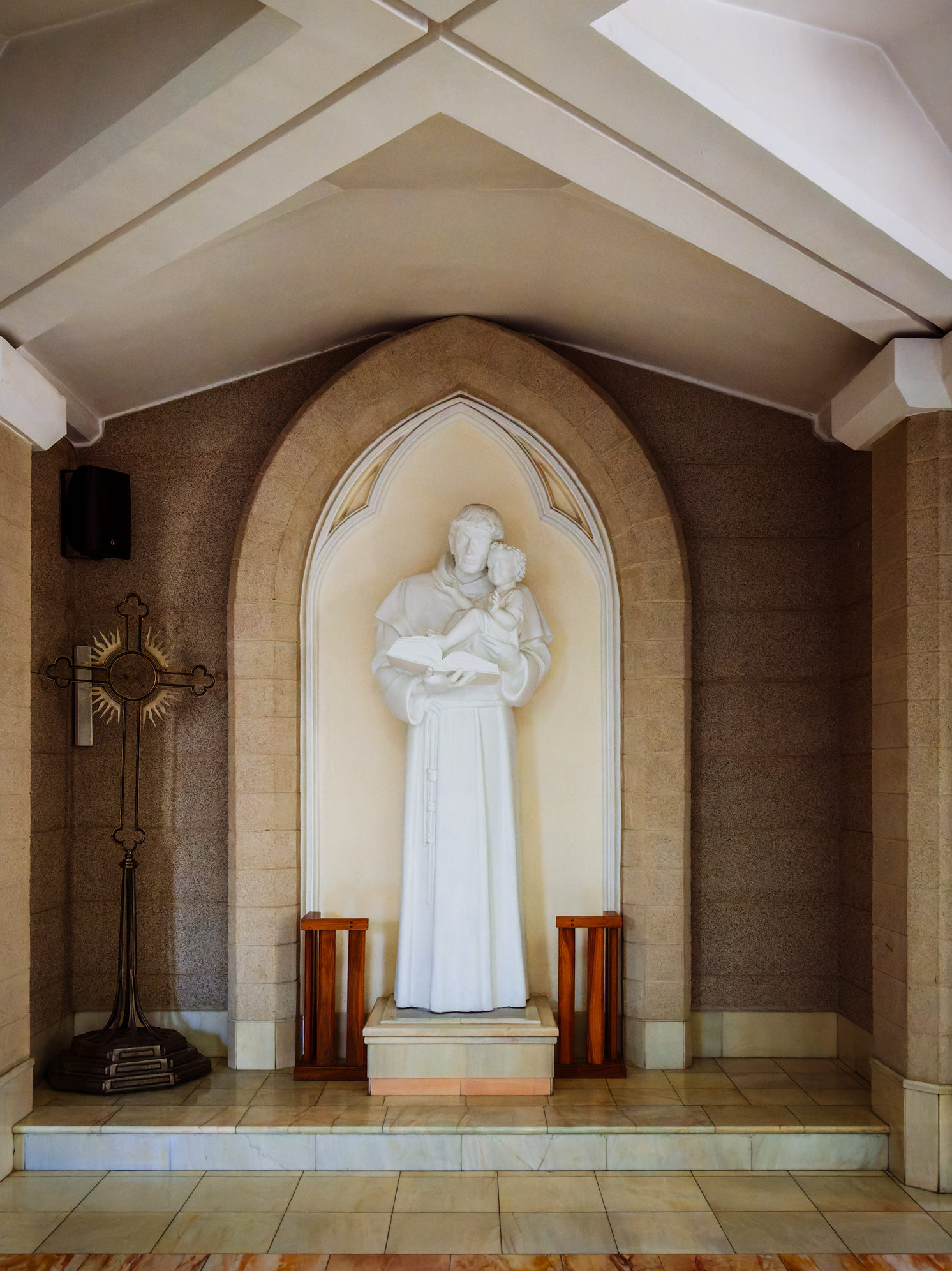
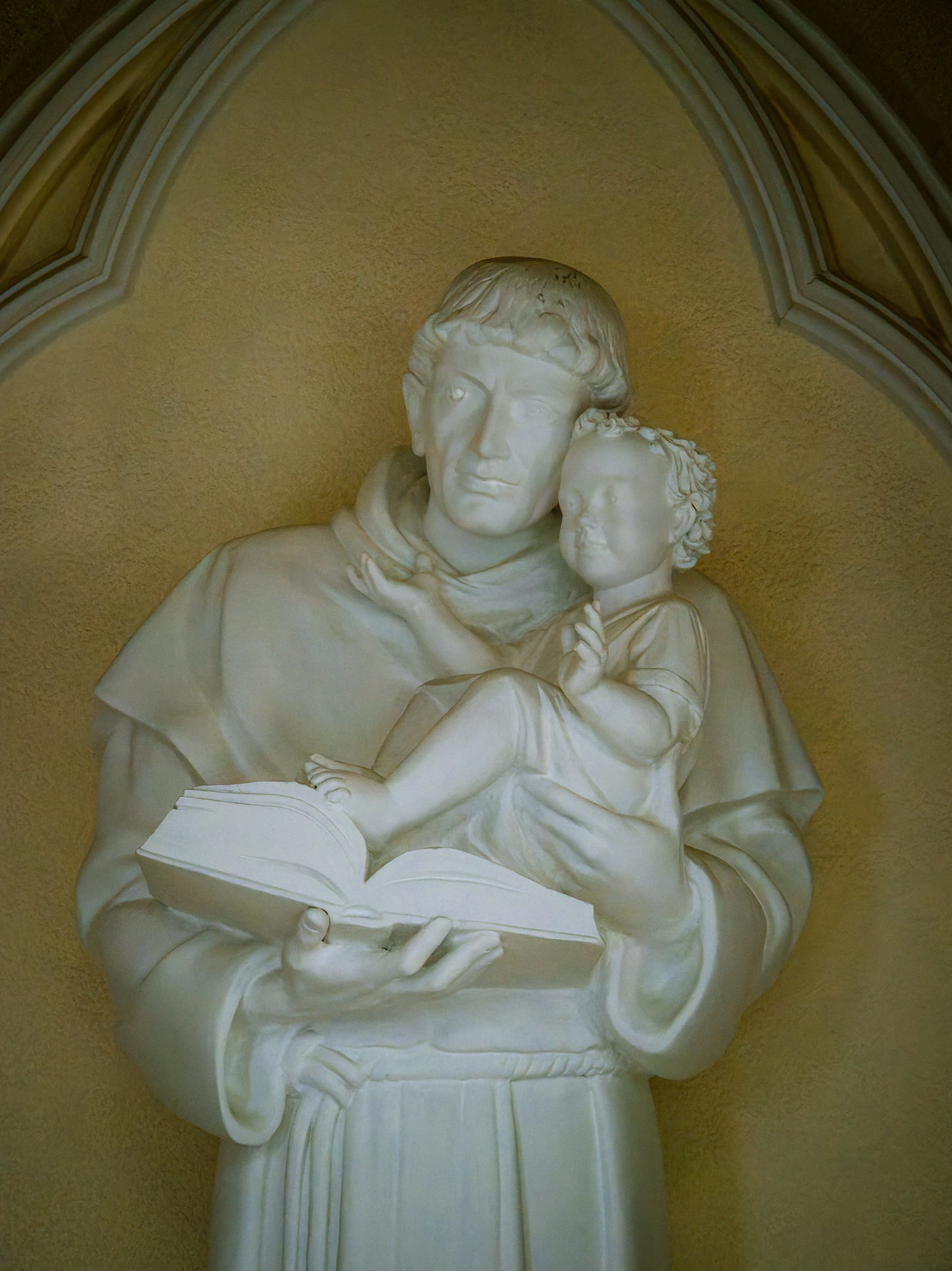
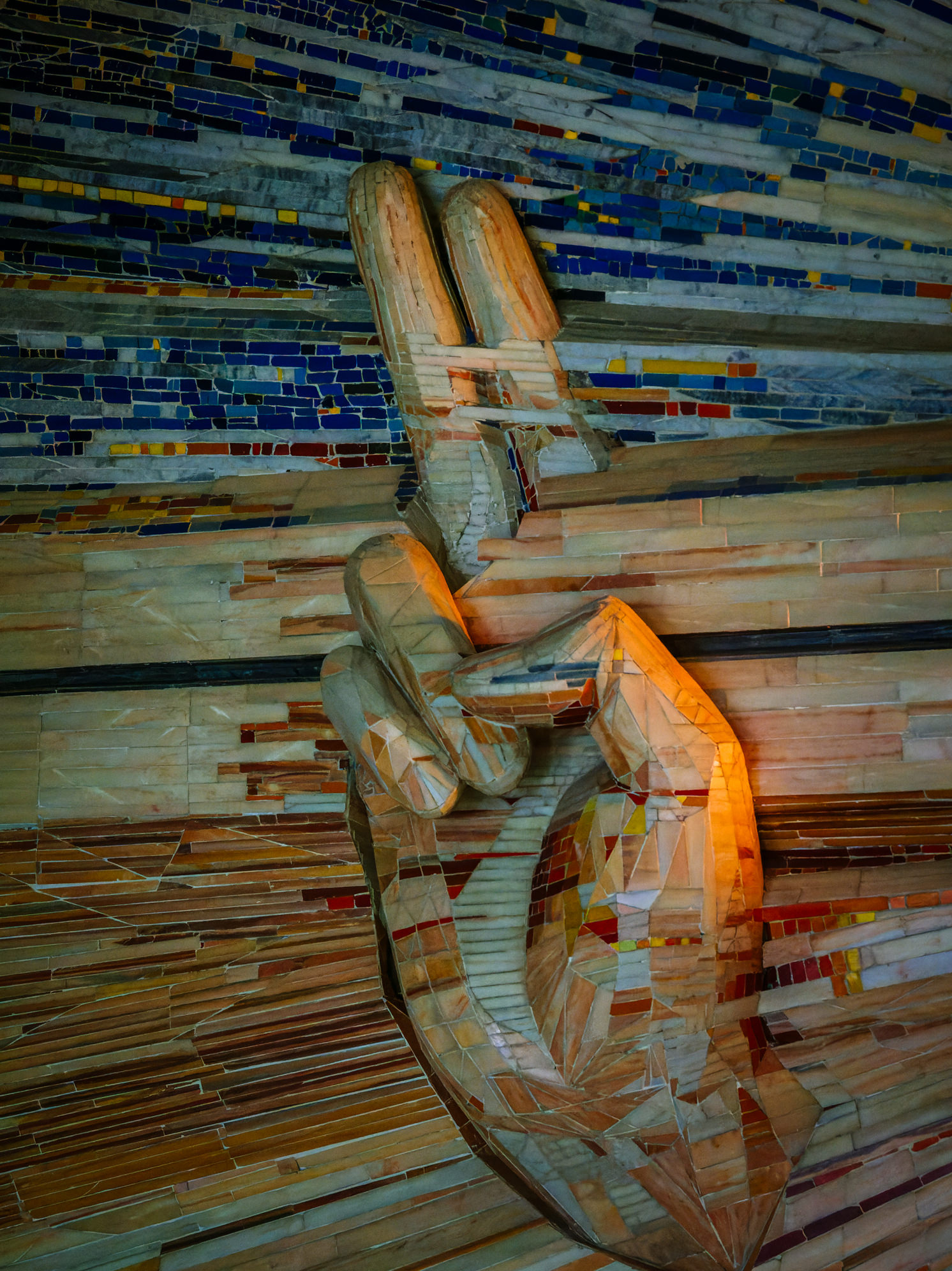
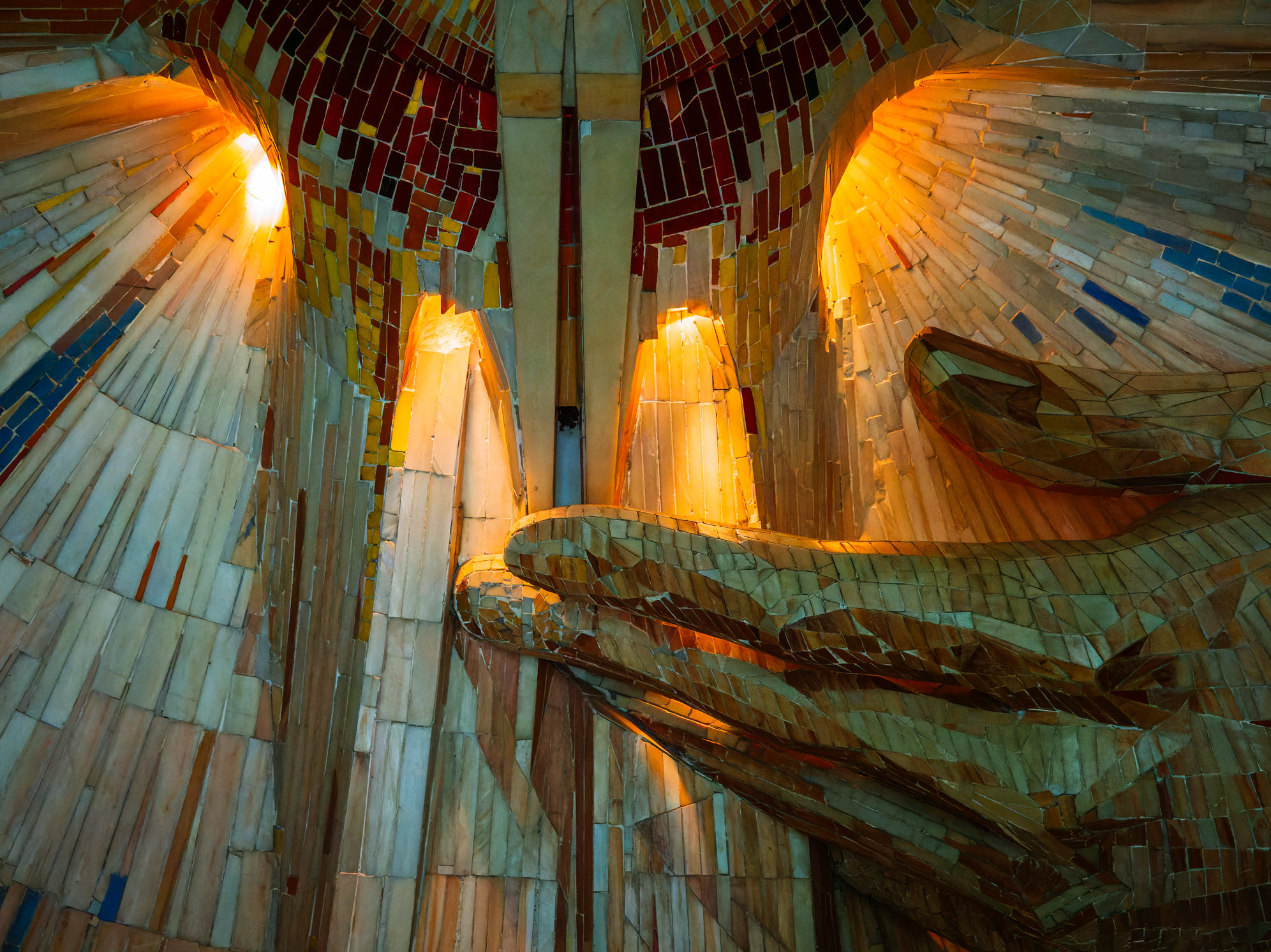